# トルハルバン
トルハルバンは、韓国の済州島にある石像である。済州島の方言で「石製の爺さん」を意味する。パクスモリ、武石木、偶石木、翁仲石ともいう。

## 概要
初めて制作されたのは、李氏朝鮮時代1754年頃とされている。トルハルバンという言葉は、1971年に済州民族資料第2号で指定されて以降、正式名称として使用される。済州島各地で約45のトルハルバンがあるが、その石像の形と表情は少しずつ異なる。大きい目、鼻。唇は閉じた顔で、韓国伝統の帽子（モジャ）をかぶり、両手を腹部で合わせるのが共通の特徴。平均高約180cm。トルハルバンは済州島の象徴であり、街の入口などに立てられ守護神と呪術的な宗教機能を兼ね備えている。